# 沃洛科诺夫卡区
沃洛科诺夫卡区（俄语：Волоконовский район）是俄罗斯联邦别尔哥罗德州下辖的一个区，其行政中心为沃洛科诺夫卡。据2016年统计，该区的人口为31130人。